# Агоскі (Північна Кароліна)
Агоскі (англ. Ahoskie) — місто (англ. town) в США, в окрузі Гертфорд штату Північна Кароліна. Населення — 4891 особа (2020).

## Географія
Агоскі розташоване за координатами 36°17′4″ пн. ш. 76°59′25″ зх. д. / 36.28444° пн. ш. 76.99028° зх. д. (36.284339, -76.990146).  За даними Бюро перепису населення США в 2010 році місто мало площу 11,15 км², уся площа — суходіл.

## Демографія
Згідно з переписом 2010 року, у місті мешкало 5039 осіб у 2062 домогосподарствах у складі 1263 родин. Густота населення становила 452 особи/км².  Було 2309 помешкань (207/км²).
Расовий склад населення:
| - 66,6 % — чорних або афроамериканців - 28,5 % — білих - 1,5 % — корінних американців - 1,3 % — азіатів - 1,0 % — осіб інших рас |

До двох чи більше рас належало 1,1 %. Частка іспаномовних становила 1,6 % від усіх жителів.
За віковим діапазоном населення розподілялося таким чином: 25,7 % — особи молодші 18 років, 54,5 % — особи у віці 18—64 років, 19,8 % — особи у віці 65 років та старші. Медіана віку мешканця становила 39,5 року. На 100 осіб жіночої статі у місті припадало 77,1 чоловіків;  на 100 жінок у віці від 18 років та старших — 68,8 чоловіків також старших 18 років.
Середній дохід на одне домашнє господарство  становив 37 664 долари США (медіана — 25 024), а середній дохід на одну сім'ю — 45 929 доларів (медіана — 31 780). Медіана доходів становила 38 681 долар для чоловіків та 27 383 долари для жінок. За межею бідності перебувало 35,6 % осіб, у тому числі 55,4 % дітей у віці до 18 років та 19,2 % осіб у віці 65 років та старших.
Цивільне працевлаштоване населення становило 1686 осіб. Основні галузі зайнятості: освіта, охорона здоров'я та соціальна допомога — 32,6 %, виробництво — 16,1 %, роздрібна торгівля — 12,3 %, мистецтво, розваги та відпочинок — 8,8 %.